# Jakobsbergsdammen
Jakobsbergsdammen är en sjö i Jönköpings kommun i Småland och ingår i Lagans huvudavrinningsområde. Sjöns area är 0,02 kvadratkilometer och den är belägen 218 meter över havet.